# Crepidium sagittiflorum
Crepidium sagittiflorum är en orkidéart som först beskrevs av Carl Ludwig von Blume och Johannes Jacobus Smith, och fick sitt nu gällande namn av Marg.. Crepidium sagittiflorum ingår i släktet Crepidium, och familjen orkidéer. Inga underarter finns listade i Catalogue of Life.